# Maghagha
Maghagha (arabisch مغاغة, DMG Maġāġa) ist eine Stadt im Zentrum Ägyptens im Gouvernment al-Minya mit ca. 106.000 Einwohnern. Sie liegt am Westufer des Nils, im Norden des Gouvernement.

## Bevölkerungsentwicklung
| Zensusjahr | Einwohnerzahl |
| ---------- | ------------- |
| 1996       | 60.405        |
| 2006       | 75.657        |
| 2017       | 106.100       |

## Söhne und Töchter der Stadt
- Tāhā Husain (1889–1973), Autor
- Ahmed Hassan (* 1975), Fußballspieler